# Boulogne (Fluss)
Die Boulogne ist ein Fluss in Frankreich, der in den Départements Vendée und Loire-Atlantique in der Region Pays de la Loire verläuft. Sie entspringt im Gemeindegebiet von Saint-Martin-des-Noyers, entwässert generell in nordwestlicher Richtung, erreicht die Landschaft Pays de Retz und mündet nach rund 87 Kilometern unterhalb von Saint-Philbert-de-Grand-Lieu in den See Lac de Grand-Lieu. Dieses Feuchtgebiet ist eine erhaltenswerte Naturlandschaft, die im Rahmen von Natura 2000 unter Code FR5200625 registriert ist. Der einzige Ablauf dieses Sees ist der Fluss Acheneau, die Boulogne kann daher als Zufluss des Acheneau gewertet werden.

## Orte am Fluss
- La Merlatière
- Boulogne
- Saint-Denis-la-Chevasse
- Les Lucs-sur-Boulogne
- Rocheservière
- Saint-Philbert-de-Grand-Lieu